# Kwigillingok
Kwigillingok (Kuigilnguq  en Yupik) est une census-designated place d'Alaska aux États-Unis dans la Région de recensement de Bethel dont la population était de 321 habitants en 2010.

## Situation - climat
Elle est située sur la rive ouest de la baie Kuskokwim, près de l'embouchure de la rivière Kuskokwim, à 18 km de Kongiganak, 50 km de Kipnuk, 124 km au sud-ouest de Bethel et à 624 km à l'ouest d'Anchorage.
Les températures vont de 5 °C à 14 °C en été et de −14 °C à −4 °C en hiver.

## Histoire et Économie
Le lieu est habité depuis longtemps par les Yupiks. Le village a été référencé pour la première fois en 1927 et s'appelait alors Quillingok. Une église des Frères Moraves y a été construite en 1920.
C'est actuellement un village Eskimo traditionnel, pratiquant la pêche commerciale et l'artisanat. L'alcool y est interdit.

## Démographie
| 1920 | 1940 | 1950 | 1960 | 1970 | 1980 |
| ---- | ---- | ---- | ---- | ---- | ---- |
| 104  | 146  | 245  | 344  | 148  | 354  |

| 1990 | 2000 | 2010 | - | - | - |
| ---- | ---- | ---- | - | - | - |
| 278  | 338  | 321  | - | - | - |

## Sources
- (en) CIS

- (en) Cet article est partiellement ou en totalité issu de l’article de Wikipédia en anglais intitulé « Kwigillingok, Alaska » (voir la liste des auteurs).